# Lipai Bulan
Lipai Bulan is een bestuurslaag in het regentschap Pelalawan van de provincie Riau, Indonesië. Lipai Bulan telt 375 inwoners (volkstelling 2010).